# (14072) Volterra
(14072) Volterra  es un asteroide perteneciente al cinturón de asteroides, descubierto el 21 de mayo de 1996 por Paul G. Comba desde el Observatorio de Prescott, en Arizona, Estados Unidos.

## Designación y nombre
Volterra se designó inicialmente como 1996 KN.
Más adelante fue nombrado en honor al matemático y físico italiano  Vito Volterra (1860-1940).

## Características orbitales
Volterra orbita a una distancia media del Sol de 3,1601 ua, pudiendo acercarse hasta 2,6567 ua y alejarse hasta 3,6634 ua. Tiene una excentricidad de 0,1592 y una inclinación orbital de 1,8749° grados. Emplea en completar una órbita alrededor del Sol 2051 días.

## Características físicas
Su magnitud absoluta es 13,4. Tiene 11,558 km de diámetro. Su albedo se estima en 0,057.